# Gwinea na Letnich Igrzyskach Olimpijskich Młodzieży 2010
Gwineę na Letnich Igrzyskach Olimpijskich Młodzieży 2010 w Singapurze reprezentowało 3 sportowców w 3 dyscyplinach.

## Skład kadry

### Lekkoatletyka
- Oumar Diallo - bieg na 100 m - 25. miejsce w finale

### Pływanie
- Mohamed Camara
  - 50 m st. klasycznym - 14. miejsce w półfinale

### Zapasy
- Aminata Souare - kategoria 60 kg - 9. miejsce